# Museu d'Art de Basilea
El Museu d'Art de Basilea (en alemany Kunstmuseum Basel), és una institució estatal dedicada a l'art situada a la ciutat suïssa de Basilea. Compta amb una exposició permanent dedicada a l'art dels períodes compresos entre l'edat mitjana i l'actualitat, així com exposicions temporals organitzades periòdicament.
El Kunstmuseum es troba en la part antiga de Basilea, prop de la catedral romànica, en una zona d'alta concentració museística: Museu Històric, Museu d'Etnografia, Museu Arqueològic, la Kunsthalle, etc. A l'entrada del museu es troba el cèlebre grup escultòric de Rodin Els burgesos de Calais.

## Evolució
La seva col·lecció es va iniciar el 1662, quan el Consell de la ciutat, en col·laboració amb la Universitat de Basilea, va adquirir la col·lecció particular del jurista Basilius Amerbach (1534-1591), composta per nombroses obres on destacaven 15 quadres de Hans Holbein el Jove. El 1671 aquesta col·lecció va ser dipositada en la vella casa “zur Mücke”, a la Münsterplatz. Una important ampliació del museu es va produir el 1823 amb l'adquisició de la col·lecció particular de Remigius Fäsch (1595-1667), composta per quadres dels segles xv i xvi, destacant obres de Hans Baldung i Hans Fries.
Sobre la base de les col·leccions Amerbach i Fäsch, el museu va anar adquirint diverses obres, sobretot a partir del segle XIX: a més d'obres contemporànies, s'adquireixen obres medievals dels segles xiv-XV, destacant les del pintor alemany Konrad Witz, de qui figuren en el museu onze de les seves vint-i-una obres conegudes. Centrat en principi en l'art suís, alemany i holandès, al segle xix es comencen a adquirir obres d'artistes de tot el món. A partir de 1859, la Fundació Birmann posa a la disposició del museu mitjans d'adquisició que permetran una selecció d'obres més sistemàtica, amb la voluntat de reflectir l'evolució que va seguint l'art a escala mundial.
El 1936 la casa “zur Mücke” es queda petita per albergar la col·lecció, per la qual cosa es construeix un nou edifici, d'un classicisme tardà. En 1940 s'incorpora la col·lecció de la Fundació Emmanuel Hoffmann, composta per quadres d'artistes moderns on destaquen Braque, Mondrian, Arp, etc. També serà important la donació d'obres del col·leccionista Raoul La Roche, composta per pintors cubistes com Picasso, Léger i Juan Gris. Així, entre donacions particulars i adquisicions oficials, el Kunstmuseum presenta avui dia una immillorable col·lecció d'art, de rellevància mundial.
En l'àmbit de l'art més recent i contemporani, la col·lecció manté un conjunt substancial d'obres d'artistes alemanys, italians i estatunidencs, incloent-hi a Joseph Beuys, Andy Warhol, Jasper Johns, Georg Baselitz, A.R. Penck, Brice Marden, Bruce Nauman, Jonathan Borofsky, Roni Horn, Francesco Clemente, Mimmo Paladino, Enzo Cucchi, Walter Dahn, Martin Disler, Siegfried Anzinger, Leiko Ikemura, Markus Raetz, Robert Therrien, Rosemarie Trockel i Robert Gober.

## Altres seus
En una ubicació propera, al no. 64 St. Alban-Rheinweg, té una altra seu dedicada a l'art contemporani, de finals del segle XX i principis del XXI, amb obres de Jan Dibbets, Olafur Eliasson, Ceal Floyer, Michael Heizer, Nancy Holt & Robert Smithson, Dennis Oppenheim, Simon Starling i Jeff Wall.
El 2016 està prevista la inauguració de l'ampliació de la seu principal. Es tracta d'un nou edifici, connectat pel soterrani amb el principal, dedicat principalment a exposicions temporals.
Coincidint amb el tancament temporal al final de les obres d'ampliació, la institució ha prestat, el 2015, unes 180 obres d'art modern i contemporani a dos museus de Madrid: el Prado i el Reina Sofia. El Prado exhibeix deu pintures molt rellevants de Pablo Picasso que abasten cinc dècades de la seva producció, i el Museu Reina Sofia exposa unes 170 peces, algunes procedents de les col·leccions particulars de Rudolf Staechelin i d'Im Obersteg depositades al Kunstmuseum, de múltiples artistes: des de Paul Gauguin, Van Gogh i Manet fins a Mark Rothko, Jasper Johns i Gerhard Richter.

## Obra seleccionada
- Konrad Witz: Joaquím i Maria davant la Porta Daurada (ca. 1437-1440), 158 x 120,5 cm.
- Gérard David, Maria amb el Nen i àngels músics (1490/1495), 11,9 x 9 cm.
- Hans Holbein el Vell, Retrat d'una dona de 34 anys (1512), 35 x 26,6 cm.
- Hans Fries, La decapitació de Sant Joan (1514), 124 x 76 cm.
- Matthias Grünewald, La crucifixió de Crist (ca. 1515?), 74,9 x 54,4 cm.
- Hans Baldung, La mort i la jove (1517), 30,3 x 14,7 cm.
- Niklaus Manuel Deutsch, El judici de Paris (ca. 1517-1518), 223 x 160 cm.
- Hans Holbein el Jove, Erasme de Rotterdam (1523), 37,1 x 30,8 cm; La família de l'artista (ca. 1528-1529), 79,4 x 64,7 cm.
- Lucas Cranach el Vell, Joan Frederic de Saxònia el Magnànim (1533), 20,4 x 14,2 cm.
- Anònim de l'Escola de Fontainebleau (1530-1570), Retrat d'una dama (Diana de Poitiers?), 111,5 x 98,5 cm.
- Rembrandt, David ofereix el cap de Goliat al rei Saül (1627), 27,4 X 39,7 cm.
- Jacob van Ruysdael, El bladar (anys 1660), 46,1 x 56,2 cm.
- Johann Heinrich Füssli, Ondina amb els pescadors (1821), 63,5 x 76,5 cm.
- Eugène Delacroix, Pastor romà (ca. 1822), 32,7 x 40,8 cm.
- Arnold Böcklin, La primavera (1862), 33,4 x 56,9 cm.
- Claude Monet, El Bulevard de Pontoise a Argenteuil, neu (1875), 60,2 x 81,2 cm.
- Paul Cézanne, Cinc banyistes (1885/1887), 65,3 x 65,3 cm.
- Vincent van Gogh, El jardí de Daubigny (1890), 56 x 101,5 cm (col·lecció Staechelin).
- Paul Gauguin, Ta matete (El mercat) (1892), 73,2 x 91,5 cm.
- Odilon Redon, Jeanne Chaire (1903), 79,5 x 69 cm.
- André Derain, La vinya a la primavera (ca. 1904-1905), 89,2 x 116,3 cm.
- Henri Rousseau, Selva verge amb posta de sol (ca. 1910), 113,6 x 162,3 cm.
- Ferdinand Hodler, El Niesen vist des de Heustrich (1910), 83 x 105,5 cm.
- Franz Marc, Dos gats, blau i groc (1912), 74,1 x 98,2 cm.
- Georges Braque, La taula del músic - Guéridon (1913), 65 x 92 cm.
- Oskar Kokoschka, La núvia del vent (1913), 180,4 x 220,2 cm.
- Juan Gris, Botella, periòdic i compotera (1916), 72,5 x 50 cm.
- Emil Nolde, Crepuscle (Paisatge pantanós) (1916), 73,4 x 100,9 cm.
- Pablo Picasso, Arlequí assegut (1923), 130,2 x 97,1 cm.
- Fernand Léger, Les dues figures (Nus sobre fons vermell) (1923), 146,8 x 98,6 cm.
- Marc Chagall, La caiguda de l'àngel (1923-1933-1947), 147,5 x 188,5 cm.
- Paul Klee, Idil·li d'una ciutat-jardí (1926), 42,5 x 39,5 cm.
- Jean Arp, Composició (melic, camisa i cap) (1927), 145 x 115,5 cm.
- Georges Rouault, El poeta Paul Verlaine (1931/1939), 60,3 x 45,5 cm.
- Henri Matisse, Natura morta amb ostres (1940), 65,2 x 80,9 cm.
- Vassili Kandinski, La fletxa (1943), 41,9 x 57.,9 cm.
- Joan Miró, Personatges i gos davant el sol (1949), 81 x 54,5 cm.
- Jean Dubuffet, Retrat de Werner Schenk (1950), 61 x 50 cm.
- Kenneth Noland, Sol d'hivern (1962), 177,5 x 177 cm.

- Konrad Witz, Sant Cristòfol (1435–1445)
- Hans Baldung, El naixement de Crist (1510)
- Hans Fries, Sant Joan a la caldera d'oli (1514)
- Matthias Grünewald, La crucifixió de Crist (ca. 1515?)
- Niklaus Manuel Deutsch, El judici de Paris (ca. 1517-1518)
- Hans Holbein el Jove, Erasme de Rotterdam (1523)
- Rembrandt, David ofereix el cap de Goliat al rei Saül (1627)
- Johann Heinrich Füssli, El Príncep Artur i la Reina de les Fades (1785–1788)
- Arnold Böcklin, Lluita de centaures (1872/1873)
- Vincent van Gogh, Vista de París des de Montmartre (1886)
- Ferdinand Hodler, El llac Léman vist des de Chexbres (1905)
- Franz Marc, Dos gats, blau i groc (1912)
- Juan Gris, Guitarra, llibre i periòdic (1920)
- Georg Schrimpf, Al balcó (Noia al balcó) (1927)